# Natalie Bloch
Natalie Bloch, tidigare Lantz, född 15 mars 1982 i Stockholm, är en svensk bibelvetare och översättare från hebreiska.
Bloch har översatt titlar av David Grossman, Amos Oz, Sara Shilo och Dan Pagis. År 2017 mottog hon ett pris ur stipendiefonden Albert Bonniers 100-årsminne. År 2022 utkom hon med doktorsavhandlingen The Hypertemple in Mind i hebreiska bibelns exegetik vid Uppsala universitet.
Bloch är (2024) verksam vid Stockholms universitet som timlärare vid Institutionen för svenska och flerspråkighet.